# John Boydell
Pour les articles homonymes, voir Boydell.
John Boydell, né le 19 janvier 1719 à Dorrington Lane (en) (Shropshire) et mort le 12 décembre 1804 à Londres, est un éditeur et graveur anglais du XVIIIe siècle spécialisé dans les gravures de reproduction. Il a contribué à faire basculer l'équilibre du commerce de la gravure entre la France et l’Angleterre en faveur de cette dernière et a été à l’origine d’une école de l'art britannique. Ancien graveur lui-même, Boydell a promu les intérêts des artistes ainsi que des mécènes et, ce faisant, son entreprise a prospéré.
Fils d'un arpenteur, Boydell se forme à la gravure auprès de William Henry Toms, un artiste qu'il admire. Il crée sa propre entreprise de commerce d'œuvres d'art en 1746 et publié son premier livre de gravures, The Bridge Book, à la même époque. Développant peu son propre art, Boydell commence à acheter les œuvres des autres, devenant principalement un marchand d'estampes. Devenu un importateur prospère d'estampes françaises dans les années 1750, il est frustré par leur refus de vendre des estampes en nature. Pour susciter un commerce réciproque, il commande une gravure spectaculaire à William Woollett d'après The Destruction of the Children of Niobe de Richard Wilson, qui révolutionne l'imprimerie en Angleterre : dix ans plus tard, en grande partie à la suite de l'initiative de Boydell, le déséquilibre commercial a changé et il est nommé membre de la Royal Society pour ses efforts.
John Boydell publie plusieurs ouvrages notables et entreprend dans les années 1790, son plus grand projet : l'entreprise « Shakespeare », qui consiste en la création d'une galerie Shakespeare et de son école d'artistes britanniques, la publication d'une importante et remarquable édition illustrée des pièces de Shakespeare ainsi que la publication d'un in-folio d'estampes représentant des scènes de ses œuvres. Certains des peintres et graveurs les plus illustres de l'époque ont contribué, comme Benjamin West et Johann Heinrich Füssli.
Tout au long de sa vie, Boydell a consacré du temps à des projets civiques : il a fait don d'œuvres d'art à des institutions gouvernementales et s'est porté candidat à des charges publiques. En 1790, il devint lord-maire de Londres. Les Guerres de la Révolution française ont entraîné la cessation du commerce du Royaume-Uni avec le continent à la fin des années 1790, ce qui a pour conséquence de faire considérablement décliner les affaires de Boydell, qui meurt pratiquement en faillite en 1804.

## Biographie

### Jeunesse et formation

#### Jeunesse
Si l'on en croit son monument à l'église de St. Olave Old Jewry (en) de Londres (transféré à l'église St Margaret Lothbury (en) après la démolition de St Olave en 1887), John Boydell est né le 19 janvier 1719 dans le hameau de Dorrington Lane (en), qui fait partie de la paroisse de Woore, dans le Shropshire en Angleterre. Ses parents sont Josiah (1691–1757?), arpenteur-géographe, et Mary (née Milnes) Boydell (c. 1693–1777),.
John Boydell fait ses premières études à la Merchant Taylors' School, dans le Hertfordshire, et étant l'aîné de sept enfants, il est censé suivre les traces de son père,.
En 1731, lorsque Boydell a onze ans, la famille déménage à Hawarden (pays de Galles).
En 1739, il devient intendant de maison pour le député John Lawton, qu'il accompagne à Londres. Un an plus tard, comme beaucoup d'autres jeunes hommes entreprenants de l'époque, Boydell décide de naviguer vers les Indes orientales dans l'espoir de faire fortune, mais il abandonne le plan pour rentrer au Flintshire et retrouver Elizabeth Lloyd, qu'il courtise. Il n'est pas clair s'il a l'intention de poursuivre l'arpentage en ce moment,.

#### Formation comme graveur

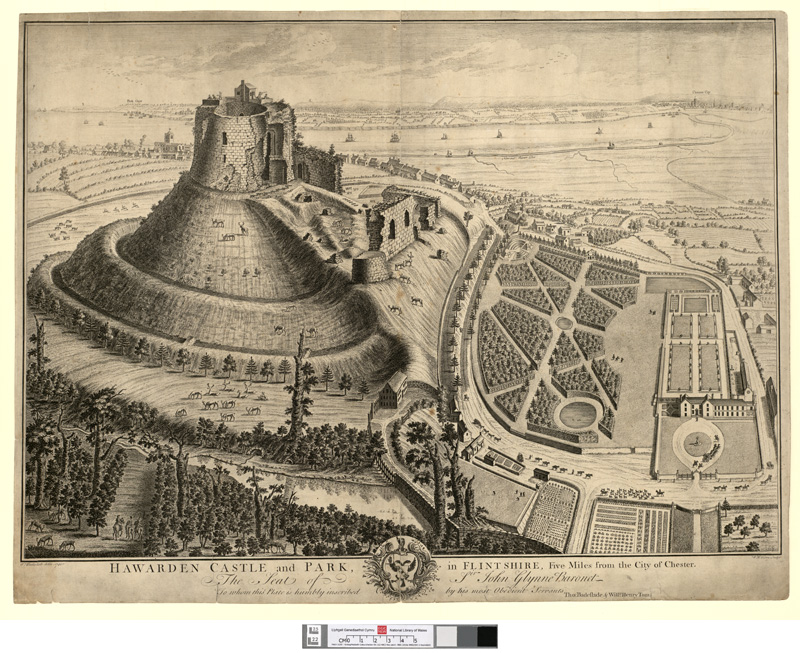
Hawarden Castle and Park, in Flintshire, five miles from the city, la gravure de William Henry Toms (1740), qui a poussé John Boydell à se consacrer à la gravure.

Vers 1740-1741, Boydell voit une estampe de William Henry Toms représentant le château de Hawarden (en), il tombe sous le charme au point de souhaiter apprendre la gravure,,,. Son père souhaite que John poursuive dans la même profession que lui et désapprouve ce projet, mais celui-ci insiste.
Boydell décide alors de partir à Londres à l'âge de 21 ans, tandis qu'Elizabeth Lloyd promet de l'attendre,,. Après être allé le rencontrer directement lui-même, il devient apprenti chez William Henry Toms, auprès de qui il apprend le maniement du burin, et s'inscrit à l'Académie de St Martin's Lane pour apprendre le dessin : il travaille environ quatorze heures chaque jour pour Toms, puis suit des cours de dessin le soir,,.
Quand Boydell fait son apprentissage chez Toms, les arts visuels en Angleterre ne sont pas organisés autour d'institutions dédiées : ils dépendent du mécénat individuel, de petites organisations professionnelles, d'ateliers et de guildes — la Royal Academy n'est créée qu'en 1768. La peinture britannique a peu de statut et la gravure pratiquement aucun, la faute à un retard important dans l'enseignement du dessin sur l'île ; les graveurs de reproduction s'appuient principalement sur le papier calque et les formes de projection comme méthodes de transfert sur les plaques de cuivre. The London Tradesman rapporte peu après les premières œuvres de Boydell comme graveur paysagiste que « les meilleures pièces que nous avons en Angleterre sont exécutées en France », expliquant que les graveurs anglais sont incapables de réaliser et encore moins corriger leurs erreurs du fait de leur manque de bases en dessin.

### Carrière

#### Première boutique sur The Strand
Après six ans, la diligence de Boydell lui permet de racheter la dernière année de son apprentissage, et il installe dès 1746 un magasin indépendant sur The Strand, spécialisé dans les gravures topographiques.
La volonté de Boydell d'assumer la responsabilité de sa propre entreprise si tôt dans sa carrière indique qu'il a de l'ambition et un esprit d'entreprise. Les magasins indépendants sont risqués dans les années 1740 car aucune loi stricte sur le droit d'auteur n'a été instituée, à l'exception de la loi sur le droit d'auteur de gravure de 1734 (connue sous le nom de « loi Hogarth »). Le piratage de livres et d'estampes est devenu une profession à part entière et a considérablement réduit les bénéfices d'éditeurs tels que Boydell.
Vers 1747, Boydell publie sa première œuvre majeure, The Bridge Book (« Le Livre des ponts »), qui contient six gravures de paysage représentant un pont des environs de Londres. Il dessine et découpe lui-même les estampes, qui coûtent chacune un shilling ; il les relie ensemble pour les vendre. Il poursuit sa dynamique et produit 152 autres estampes de paysages. Il les rassemble dans un portfolio qu'il vend cinq guinées.
L'année suivante, Boydell, apparemment en sécurité financière, épouse Elizabeth Lloyd. Le couple n'aura pas d'enfants et Elizabeth meurt en 1781,.

#### Abandon de la carrière de graveur pour celle d'éditeur et marchand d'estampes

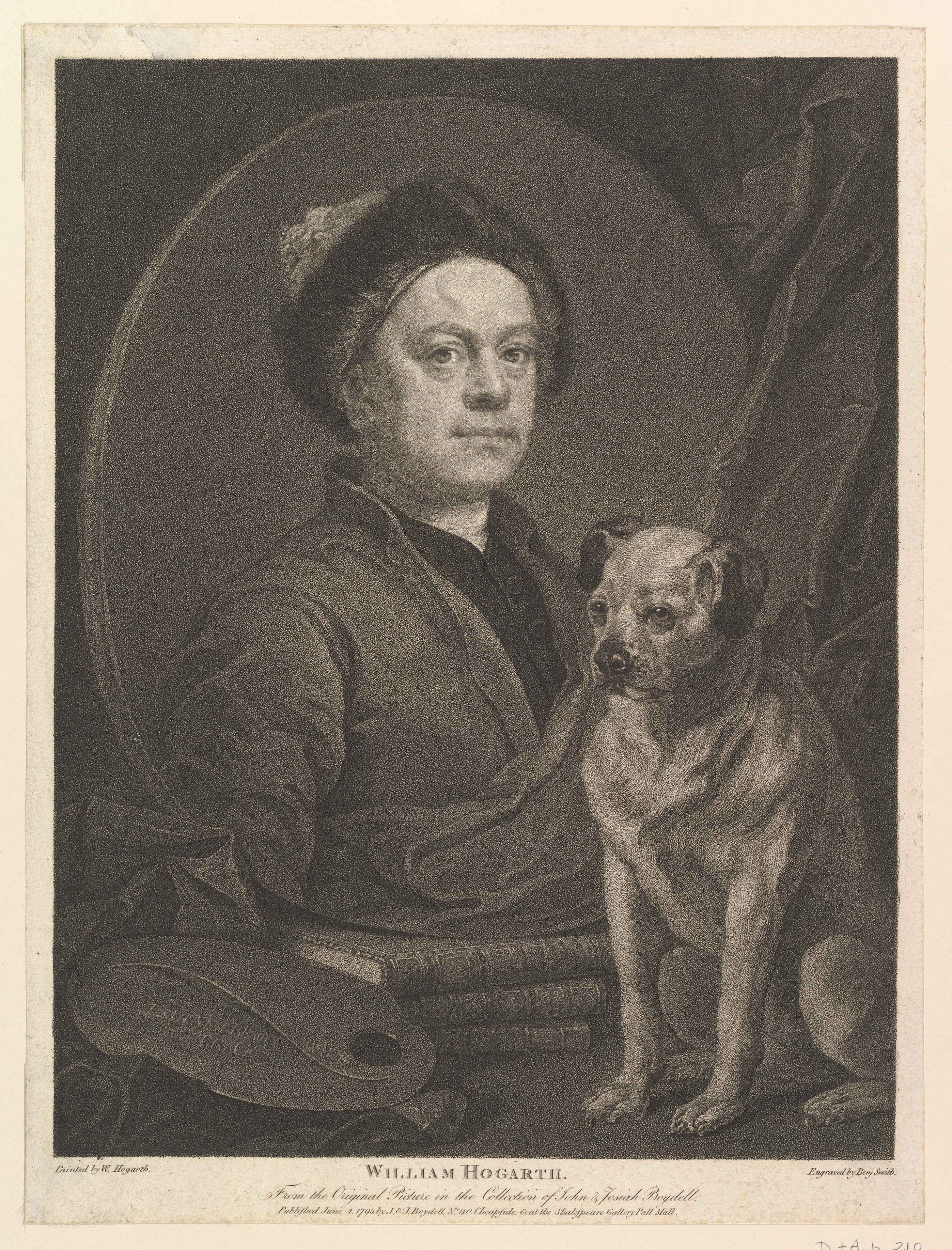
Portrait de William Hogarth gravé par Benjamin Smith d'après un autoportrait de Hogarth, et publié par John et Josiah Boydell en 1795. Metropolitan Museum of Art.

Boydell se rend compte au début de sa carrière que ses gravures ont peu de valeur artistique, et affirmera plus tard qu'elles ont été collectionnées par d'autres « davantage pour montrer l'amélioration de l'art dans ce pays, depuis la période de leur publication, que d'après toute idée sur leur mérite propre ». Cela peut expliquer pourquoi en 1751, quand il devient membre de la Stationers' Company, il commence à acheter des plaques d'autres artistes et à les publier en plus des siennes. Habituellement, un graveur tel que William Hogarth, possède sa propre boutique ou apporte ses gravures achevées à un éditeur. En adoptant le double rôle d'artiste et d'éditeur-imprimeur, Boydell modifie l'organisation traditionnelle des imprimeries. Il n'est ainsi pas soumis aux caprices du goût du public : si ses gravures ne se vendent pas bien, il peut compléter ses gains en vendent les gravures d'autres artistes. Il possède aussi la compréhension des deux métiers de graveur et d'éditeur. En tant qu'éditeur, il a beaucoup contribué à élever le niveau de respect pour les graveurs en plus de leur fournir des commissions mieux payées.

#### Deuxième boutique à Cheapside

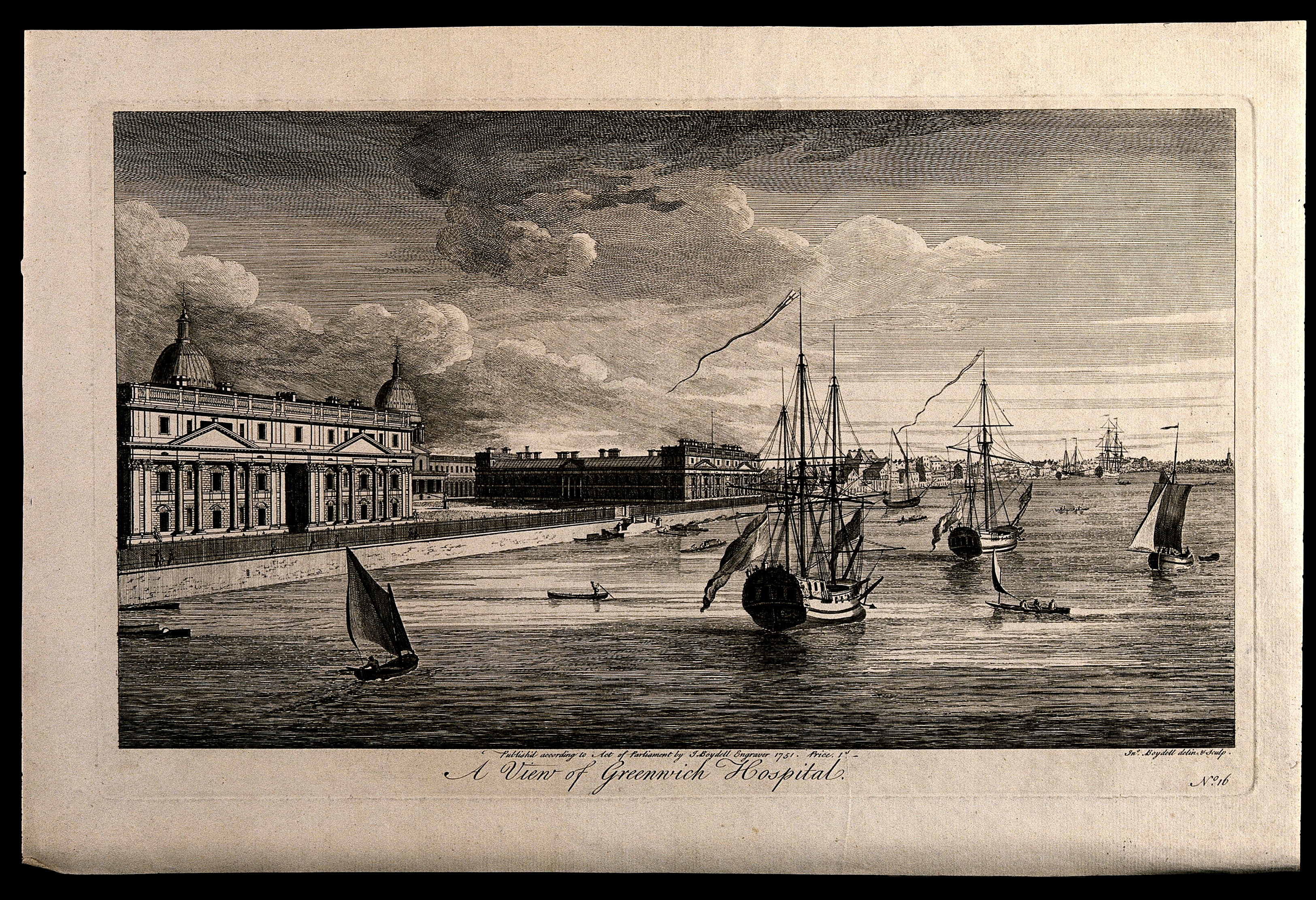
Royal Naval Hospital, Greenwich, seen from down river, with ships and rowing boats in the right foreground, houses in the distance, gravure de 1751 publiée dans la série A Collection of One Hundred and Two Views, &C. in England and Wales en 1755. Wellcome Collection.

En 1751, John Boydell déménage avec son grand volume d'estampes dans de plus grands locaux au 90 Cheapside. En 1755, il publie A Collection of One Hundred and Two Views, &C. in England and Wales (« Une collection de 102 vues, & C. en Angleterre et au pays de Galles »). Ce livre bon marché mais qui a du succès lui apporte du capital à investir. Boydell devient de plus en plus immergé dans l'aspect commercial de l'imprimerie et, comme la plupart des marchands d'estampes, commence à importer des tirages pour les revendre. Il s'agit notamment de gravures de reproduction de paysages d'artistes tels que Claude Lorrain et Salvator Rosa. L'essentiel des importations provient des maîtres incontestés de la gravure au XVIIIe siècle : les Français. Ce choix commercial rapporte à Boydell une petite fortune dans les années 1750. À la mort d'Arthur Pond en 1759, Boydell acquiert une grande partie de sa collection de dessins de maîtres et de cuivres, ce qui lui permet de produire des retirages, c'est-à-dire de faire de nouvelles plaques. Il embauche, pour accomplir cet énorme travail, de nombreux dessinateurs et graveurs, dont Edward Edwards en 1763.

#### Renversement de la balance commerciale avec la France grâce auNiobe
Son premier succès est reconnu en 1760 quand il est nommé membre de la Royal Society. Mais les Français dominent toujours le marché de l'art tandis que les Anglais souffrent d'une mauvaise image, et ne s'exportent pas sur le continent. Winifred Friedman, qui a beaucoup écrit sur Boydell, explique qu'en dépit de son succès, « ce qui irritait Boydell était que les Français n'étendaient pas leur ligne de crédit ou n'échangeaient pas de tirages ; il devait produire en argent comptant. Boydell prit des mesures, et ce fut le tournant ».
Alors que le besoin de l'élaboration d'un canon de peinture local et donc de la création de la Royal Academy (1768) se fait sentir, Boydell estime que le meilleur moyen de redorer l'image des artistes de son pays est le développement de la gravure. Il devient finalement responsable de transformer complètement la relation commerciale entre la gravure française et anglaise, et il le fait au moyen d'une série de « mouvements rhétoriques et pratiques qui ont poussé les arts visuels dans le domaine de l'humanisme civique », à travers l'encouragement économique. En 1761, Boydell décide qu'il doit essayer de commercer avec les Français en nature, malgré les refus par le passé en raison de la mauvaise qualité des gravures britanniques.

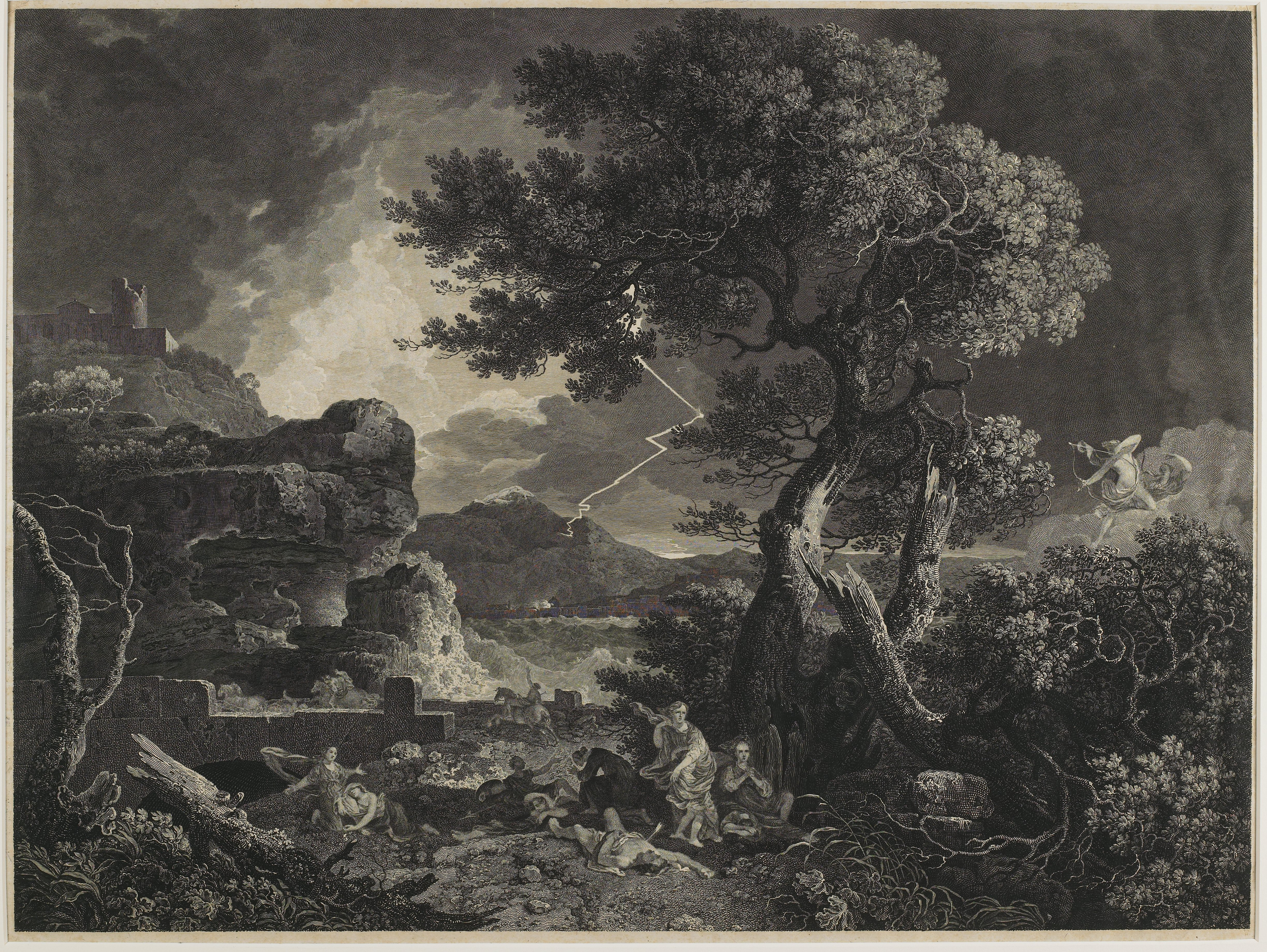
The Destruction of the Children of Niobe, gravure de William Woollett (1761), d'après un tableau de Richard Wilson (1760).

Pour inaugurer ce changement, il se doit d'être en mesure de proposer une estampe vraiment spectaculaire. Tandis que jusque là son imprimerie importe plus d'œuvres qu'il n'en fait produire, il prend la décision cruciale d'investir abondamment dans un graveur anglais nommé William Woollett, l'un des meilleurs graveurs d'Angleterre du moment. Boydell l'engage pour graver The Destruction of the Children of Niobe (« Le Massacre des enfants de Niobé ») d'après Richard Wilson. Woollett avait déjà gravé avec succès le tableau de 1663 de Claude Lorrain Le Père de Psyché sacrifiant au Temple d'Apollon pour Boydell en 1760. Boydell le paye 150 £ pour le Niobe, un montant exceptionnel par rapport aux tarifs habituels. Ce seul acte de mécénat augmente les honoraires des graveurs dans tout Londres. L'estampe connaît un succès retentissant, Woollett gagnant le statut de meilleur graveur de l'Angleterre du XVIIIe siècle et Boydell faisant d'importantes entrées d'argent, mais plus important encore : les Français l'acceptent comme paiement en nature. Il s'agit là de la toute première gravure britannique activement souhaitée sur le continent,. C'est ainsi qu'en 1770, les Britanniques exportent beaucoup plus d'estampes qu'ils n'en importent, et ceci est en grande partie dû à John Boydell,,.

#### Prospérité de son entreprise

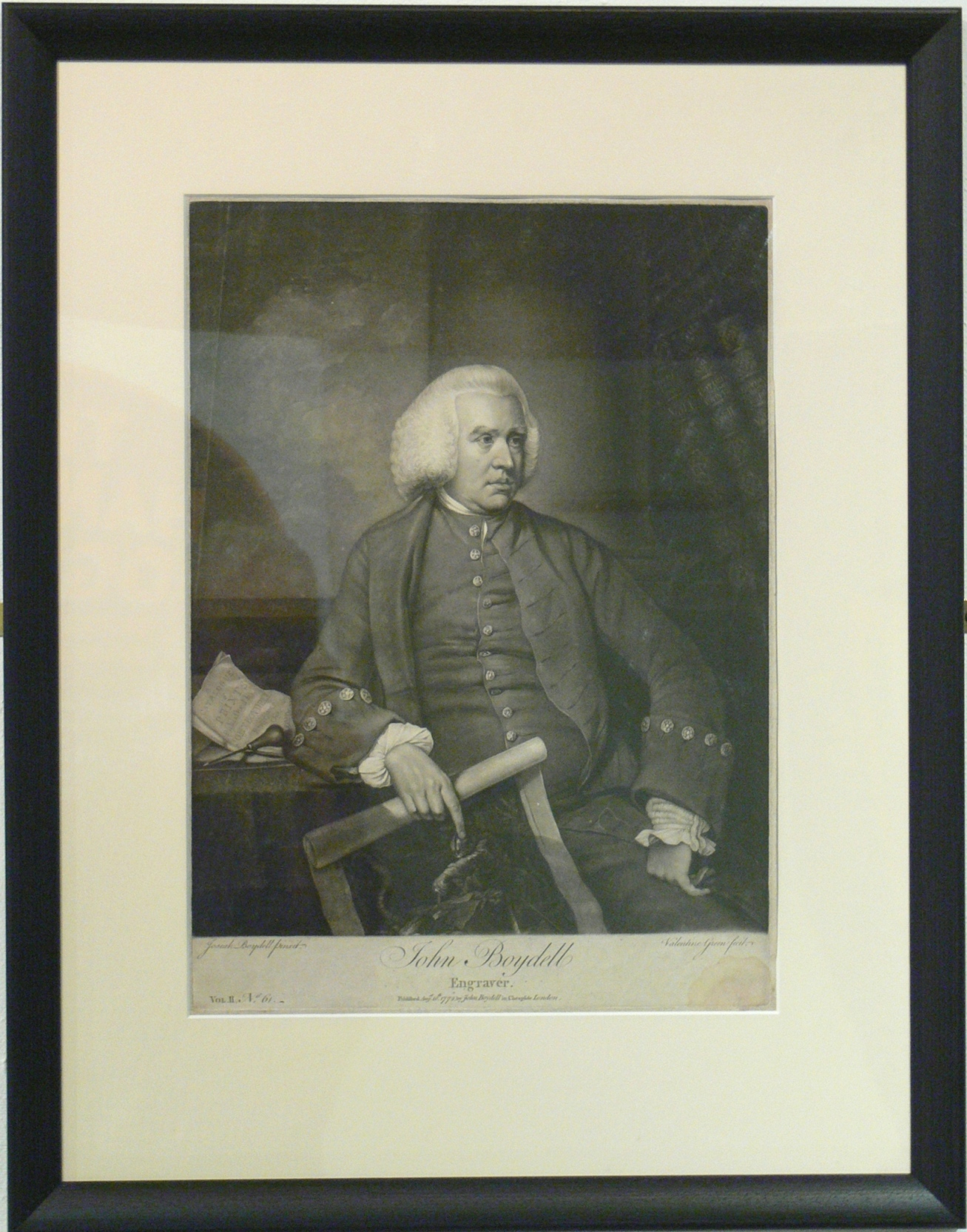
Portrait de John Boydell par Valentine Green en 1772.

L'entreprise de Boydell prospère et il embauche son neveu, Josiah Boydell, pour l'aider. Dès 1767, Boydell cesse complètement de graver des gravures lui-même et commence à compter exclusivement sur les commissions et les reventes, dont il tire un grand profit. Le biographe de Boydell, Sven Bruntjen, émet l'hypothèse que l'une des raisons du succès précoce et spectaculaire de Boydell est sa spécialisation. Contrairement à « ses concurrents [qui vendaient des manuels, des atlas et autres livres assortis…] son [entreprise avait une] concentration presque exclusive sur la vente de gravures de reproduction. » Bruntjen fait valoir que « malgré les ventes importantes de divers types de gravures de reproduction, c'est l'estampe d'histoire contemporaine qui a représenté la majeure partie du succès de Boydell en tant que marchand d'estampes. » La plus notable est l'interprétation de La Mort du général Wolfe de Benjamin West (1770, Musée des beaux-arts du Canada, Ottawa), gravée par Woollett pour Boydell en 1776,,,.
Avec une entreprise prospère, un capital en réserve et fort du nouveau marché ouvert avec Niobe, il se lance dans plusieurs projets ambitieux, souvent simultanément. En 1769, il entame A Collection of Prints, Engraved after the Most Capital Paintings in England (« Une collection d'estampes, gravées d'après les plus importantes peintures d'Angleterre »), de grand format (657 mm). Le neuvième et dernier volume de cette anthologie est publié en 1792, et vaut à Boydell un grand succès critique et financier. En 1773, il commence une nouvelle série de gravures : A Set of Prints Engraved after the Most Capital Paintings in the Collection of Her Imperial Majesty the Empress of Russia, Lately in the Possession of the Earl of Orford at Houghton in Norfolk (« Une série de gravures d'après les plus importantes peintures de la collection de Sa Majesté impériale l'Impératrice de Russie, récemment en possession du comte d'Orford à Houghton à Norfolk »), qui est achevée en 1788. Boydell publie également The Original Work of William Hogarth (« L'Œuvre original de William Hogarth ») en 1790 ainsi que The Poetical Works of John Milton (« Les œuvres poétiques de John Milton ») en 1794 et The Life of the Poet (« La Vie du poète [Milton] ») la même année.
En plus de ces projets et tandis qu'il est déjà lancé dans son projet sur Shakespeare (voir plus bas), John Boydell expérimente l'aquatinte dans An History of the River Thames, publié en 1796. Bruntjen écrit à ce sujet : « bien que ce ne fut pas le premier livre d'aquatinte en couleur, [il] était le premier d'importance, et il devait servir d'exemple pour le type d'illustration qui devait jouir d'une grande popularité en Angleterre pendant une quarantaine d'années ».
La productivité et la rentabilité de l'entreprise de Boydell ont stimulé l'industrie britannique de l'imprimerie en général. En 1785, les exportations annuelles d'estampes britanniques atteignent 200 000 £ tandis que les importations chutent à 100 £. Boydell est reconnu et loué dans toute l'Angleterre comme l'agent de ce renversement économique étonnant. En 1773, il reçoit la médaille d'or de la Royal Academy pour ses services dans l'avancement du commerce de l'imprimerie. En 1789, lors du dîner de la Royal Academy, le prince de Galles George IV porte un toast à « un commerçant anglais qui patronne mieux l'art que le Grand Monarque, l'échevin Boydell, le Mécène commercial ».

#### Engagement politique et social

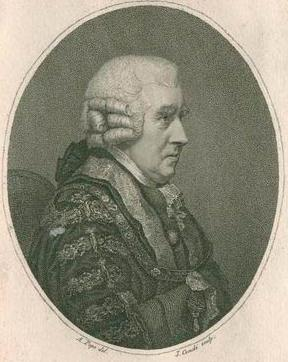
Portrait de John Boydell en 1791, lorsqu'il est Lord-maire de Londres.

En parallèle de ses activités d'éditeur, Boydell devient échevin de la paroisse Cheap (en) en 1782, maître de la Stationers' Company en 1783, shérif de la Cité de Londres en 1785 et Lord-maire de Londres en 1790,,,. Avec à la fois un esprit civique dévoué et un œil tourné vers la promotion des affaires, Boydell profite de ses positions publiques pour défendre le mécénat public et privé des arts. Il a fréquemment fait don de tableaux de ses propres collections à la Corporation de la Cité de Londres pour les accrocher au Guildhall. Il espérait que son don pourrait inciter les autres à une générosité similaire. Cependant, il demeure longtemps un contributeur solitaire. Un catalogue est publié en 1794 énumérant toutes les œuvres que Boydell avait données au Guildhall. Dans la préface, il explique pourquoi il a fait des dons aussi importants :

« Il peut être étonnant pour certains de savoir pour quels motifs je pourrais présenter à la ville de Londres avec autant d'œuvres coûteuses ; les principales raisons qui m'influencent sont les suivantes. Premièrement : montrer mon respect pour la Société et mes concitoyens ; deuxièmement : faire plaisir au public et aux étrangers en général ; troisièmement : être au service des artistes, en montrant leurs œuvres à leur plus grand avantage ; et quatrièmement : tout simplement parce que cela me fait plaisir. »

En 1794, Boydell commande et fait don du tableau Industry and Prudence, de Robert Smirke. La plupart des autres œuvres données par Boydell sont également de thèmes didactiques. Par ces dons, il fait appel à ses collègues marchands et artisans, une classe moyenne qui serait à priori ravie de voir leurs valeurs promues par une figure aussi éminente.
Lors d'un discours devant le Conseil pour préconiser la rénovation d'un bâtiment dans le but d'exposer de l'art public, Boydell fait la frappante déclaration que si les riches étaient persuadés de patronner l'art, ils renonceraient à leurs vices :
Les consommateurs de la classe moyenne de Boydell auraient approuvé son lien entre la morale et l'art,.

#### Déclin et fin de vie

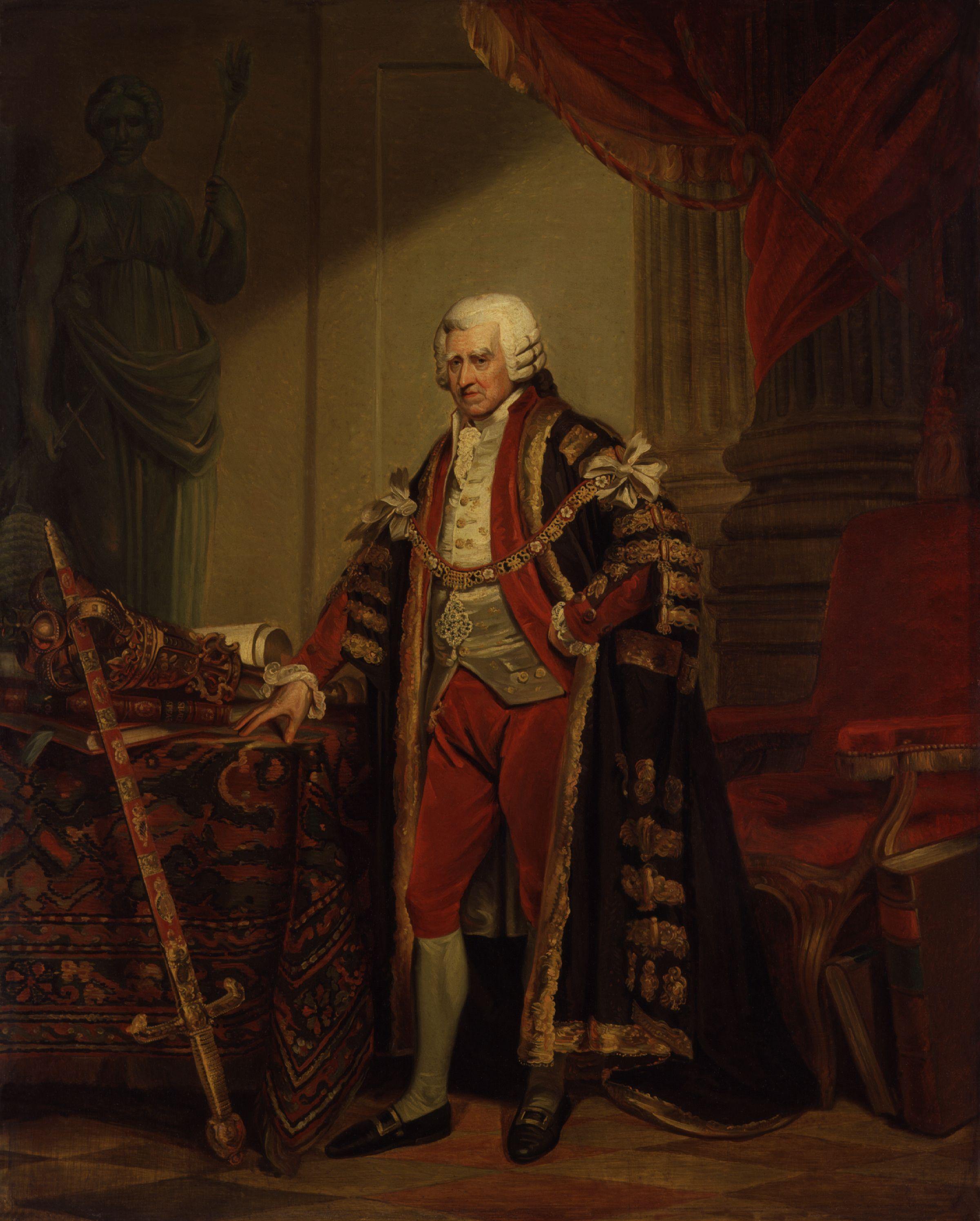
Portrait de John Boydell peint par un anonyme d'après un portrait de William Beechey, réalisé en 1801.

En 1789, la Révolution française éclate et quatre ans plus tard, une guerre éclate entre la Grande-Bretagne et la France. Au cours de la tumultueuse décennie qui suit, le commerce avec l'Europe continentale devient de plus en plus difficile. Les affaires de Boydell étant fortement tributaires du commerce extérieur, notamment avec la France, ses moyens de subsistance sont menacés et ses affaires diminuent fortement. Il est contraint de vendre la Shakespeare Gallery dans une vente aux enchères via une loterie, afin que son entreprise reste solvable.
John Boydell meurt le 12 décembre 1804 avant le tirage au sort, mais après que tous ses 22 000 billets aient été vendus. Selon Josiah, John Boydell a attrapé un rhume en allant au Old Bailey un jour humide et brumeux pour faire son devoir d'échevin,. À sa mort, Boydell est presque en faillite, mais non sans conserver un grand succès public. Ses funérailles ont lieu le 19 décembre 1804 à l'église de St. Olave Old Jewry (en), en présence du Lord-maire, des échevins et de plusieurs artistes.
Le neveu et partenaire commercial de Boydell, Josiah Boydell, a poursuivi les affaires de son oncle pendant un certain temps au 90 Cheapside, mais en novembre 1818, l'entreprise est liquidée par Jane Boydell et les actifs achetés par Hurst, Robinson et Co., qui poursuivent l'affaire à la même adresse.

## Œuvre et postérité

### Liste des publications notables
- The Bridge Book, vers 1747
- A Collection of One Hundred and Two Views, &C. in England and Wales, 1755
- A Collection of Prints, Engraved after the Most Capital Paintings in England, 1769
- A Set of Prints Engraved after the Most Capital Paintings in the Collection of Her Imperial Majesty the Empress of Russia, Lately in the Possession of the Earl of Orford at Houghton in Norfolk, 1788
- The Original Work of William Hogarth, 1790
- The Poetical Works of John Milton, 1794
- The Life of the Poet [Milton], 1794
- An History of the River Thames, 1796

### Boydell Shakespeare Gallery

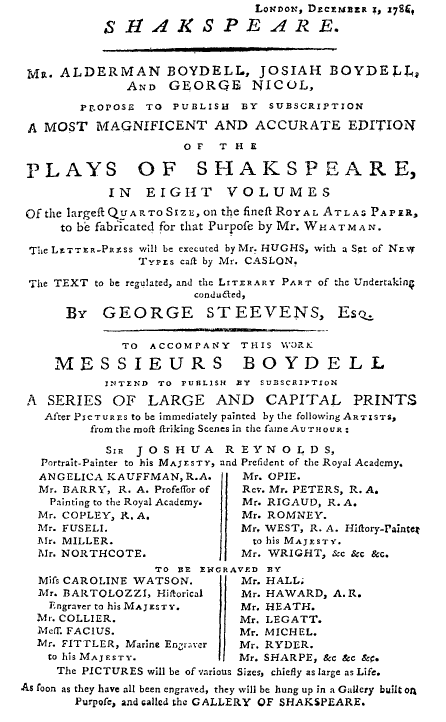
Le prospectus accompagnant la souscription lancée par Boydell

Le chef-d'œuvre de John Boydell est son « projet Shakespeare » : la Boydell Shakespeare Gallery, qui a occupé une grande partie des deux dernières décennies de sa vie. Le projet comprend trois parties : une édition illustrée des pièces de Shakespeare, une galerie publique de peintures représentant des scènes des pièces et un in-folio d'estampes basées sur les peintures.
L'idée d'une grande édition de Shakespeare a germé lors d'un dîner chez Josiah Boydell en novembre 1786. La liste des invités à ce dîner elle-même témoigne des liens étroits de Boydell dans le monde artistique : Benjamin West, peintre de cour du roi George III ; les peintres George Romney et Paul Sandby ; George Nicol, libraire du roi et peintre ; William Hayley, poète ; John Hoole, érudit et traducteur du Tasse et de L'Arioste ; et Daniel Braithwaite, mécène et collectionneur d'art britannique. Bien que l'idée initiale de l'édition ne soit probablement pas celle de Boydell, c'est lui qui l'a prise en charge et menée à bien. Il a voulu utiliser l'édition pour faciliter la fondation d'une école britannique de peinture d'histoire,,.
L'édition « magnifique et précise » de Shakespeare, commencée par Boydell en 1786, est au centre de l'entreprise. Le in-folio imprimé et la galerie ne sont que des ramifications du projet principal. Dans une annonce précédant le premier volume de l'édition, Nicol a écrit que « la splendeur et la magnificence, unies à l'exactitude du texte étaient les grands objets de cette édition ». Boydell est responsable de la « splendeur », et George Steevens, un éditeur shakespearien renommé, celui de l'« exactitude du texte ». Les volumes eux-mêmes sont beaux, avec des pages dorées, et la qualité du papier est extraordinairement élevée pour l'époque. Les illustrations sont imprimées indépendamment afin de pouvoir être insérées et retirées selon les souhaits du client. Les premiers volumes des Dramatick Works (« Œuvres dramatiques ») sont publiés en 1791 et le dernier en 1805. L'édition est financée par une campagne d'abonnement dans laquelle les acheteurs offrent un paiement partiel à l'avance et paient ensuite le montant restant à la livraison. Cette pratique est rendue nécessaire par le fait que plus de 350 000 £ — une somme énorme à l'époque — ont finalement été dépensés pour cette entreprise,.
Quand elle ouvre ses portes le 4 mai 1789 au 52 Pall Mall, la galerie Shakespeare contient 34 peintures et à la fin de son activité, elle en avait entre 167 et 170,. La galerie elle-même a été un succès auprès du public et est devenue une attraction à la mode.
Pour illustrer l'édition et fournir des images pour le in-folio, Boydell a obtenu l'aide des peintres et graveurs les plus éminents de l'époque. Parmi eux : Richard Westall, Thomas Stothard, George Romney, Johann Heinrich Füssli, Benjamin West, Angelica Kauffmann, Robert Smirke, John Opie et son neveu Josiah Boydell. Parmi les graveurs figuraient Francesco Bartolozzi et Thomas Kirk. Les relations entre Boydell et ses artistes, en particulier ses illustrateurs, sont généralement sympathiques ; James Northcote a notamment salué les paiements libéraux de Boydell : il a écrit dans une lettre de 1821 que Boydell « avait fait plus pour le progrès des arts en Angleterre que toute la masse de la noblesse réunie ! Il [l]'a payé plus noblement que toute autre personne ; et sa mémoire, [il gardera] toujours sa mémoire avec révérence ».
Au début de ce projet, les réactions ont été généralement positives. Deux critiques des journaux les plus influents de l'époque à Londres ont consolidé et validé l'intérêt du public pour le projet et les efforts des artistes. Cependant, certaines critiques ont également été émises, notamment le graveur satirique James Gillray, qui semble avoir été irrité de ne pas avoir été mandaté pour graver l'une des scènes de Shakespeare et qui, pour se venger, a publié Shakespeare Sacrificed: Or the Offering to Avarice (« Shakespeare sacrifié, ou l'offrande à l'avarice ») six semaines seulement après l'ouverture de la galerie,. Gillray a continué avec d'autres vignettes satiriques telles que Boydell sacrificing the Works of Shakespeare to the Devil of Money-Bags (« Boydell sacrifiant les œuvres de Shakespeare au Diable des sacs d'argent »). À mesure que le projet avance, les critiques s'intensifient. D'un autre côté, le projet de Boydell a toujours inspiré les imitateurs. Ainsi, Thomas Macklin a tenté de fonder une Poet's Gallery similaire à la Shakespeare Gallery et plusieurs histoires de l'Angleterre à l'échelle de l'édition du Shakespeare sont également entreprises. Cependant, tout comme le projet de Boydell, ils se sont finalement soldés par un désastre financier.
Le in-folio, qui a rassemblé les gravures des peintures, a été l'héritage le plus durable de l'entreprise de Boydell : il a été réédité tout au long du XIXe siècle et les érudits l'ont décrit comme un précurseur du beau-livre.

Œuvres incluses dans la Boydell Shakespeare Gallery
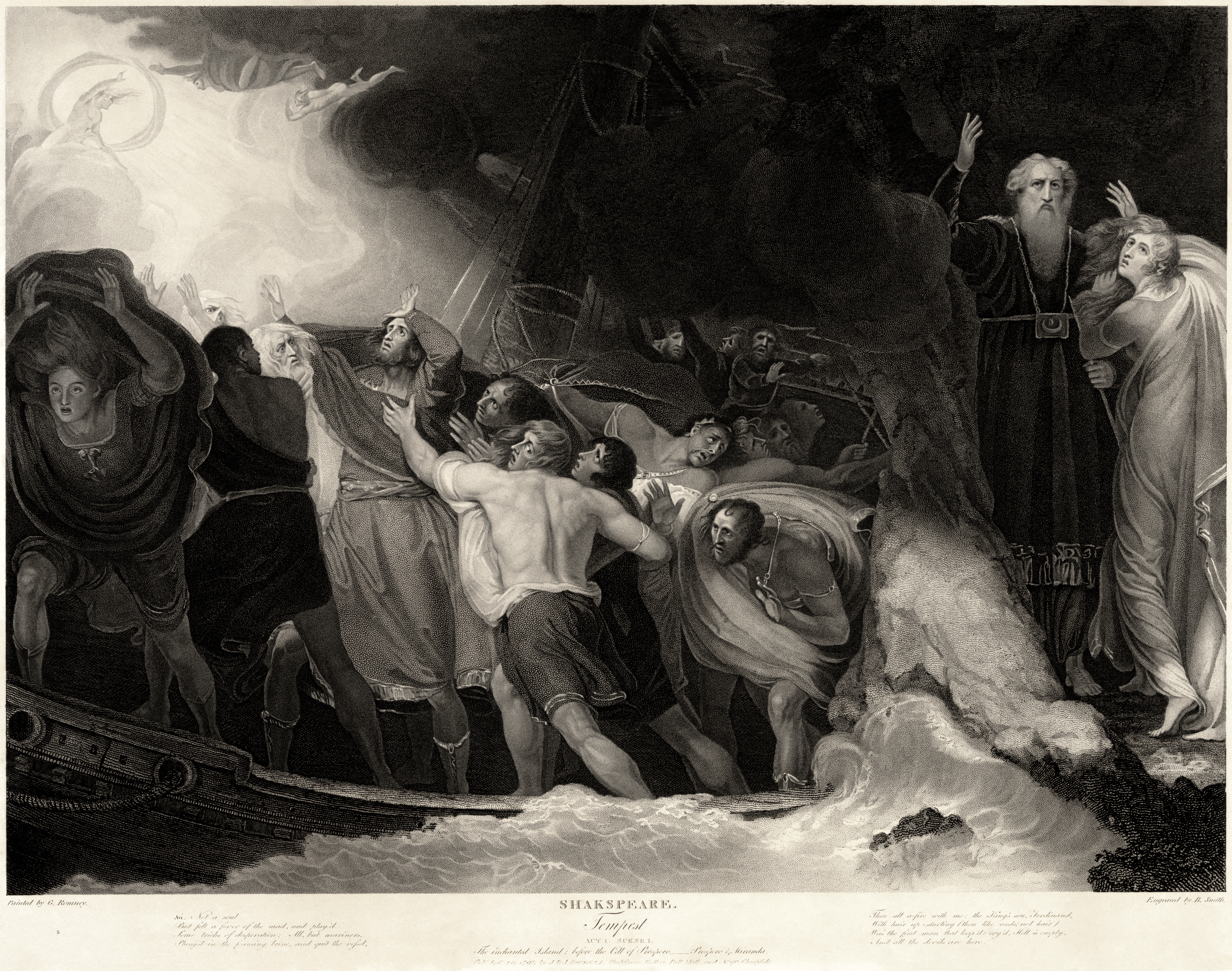
George Romney, La Tempête, Acte I, Scène I.
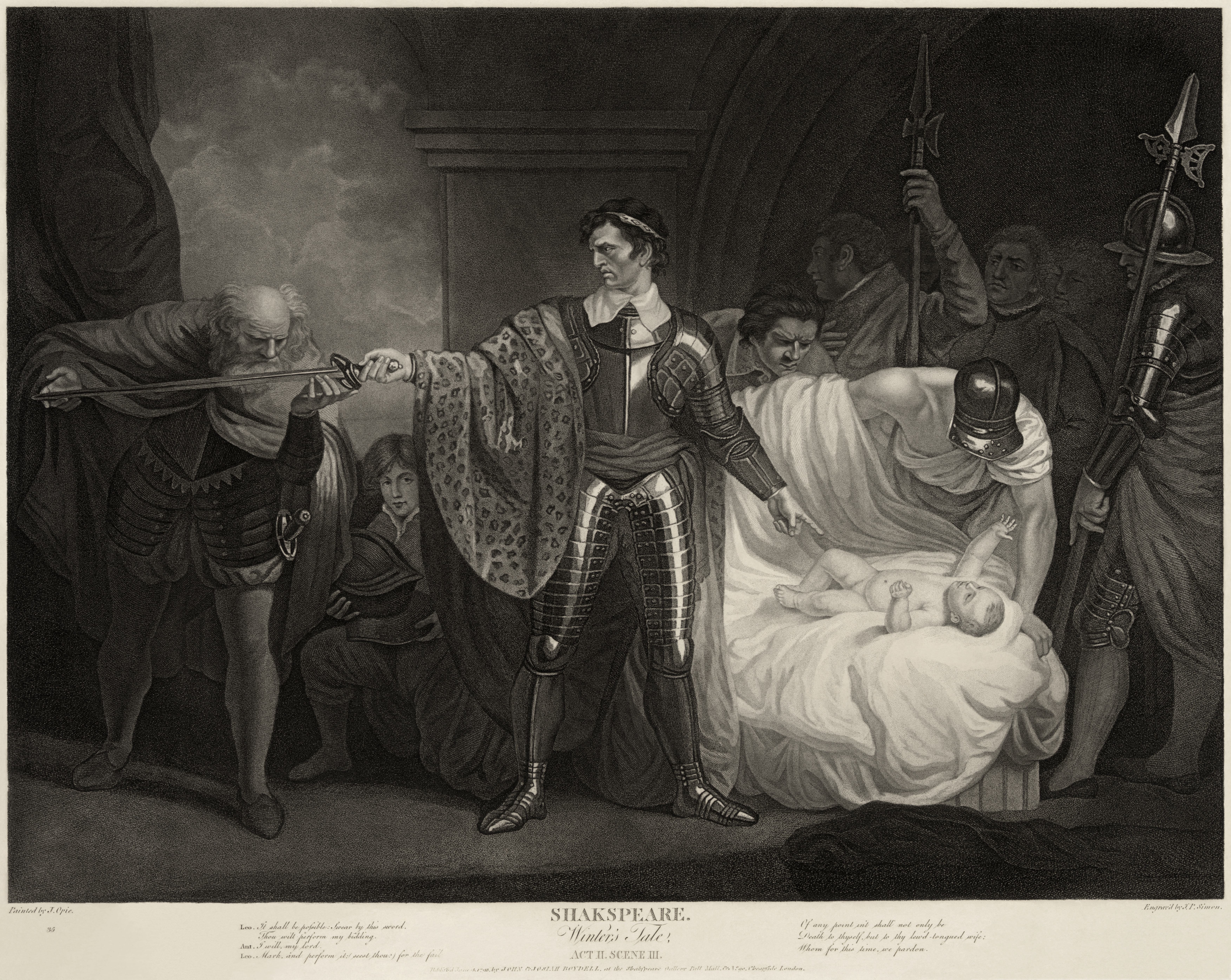
John Opie, Le Conte d'hiver, Acte III, scène III.
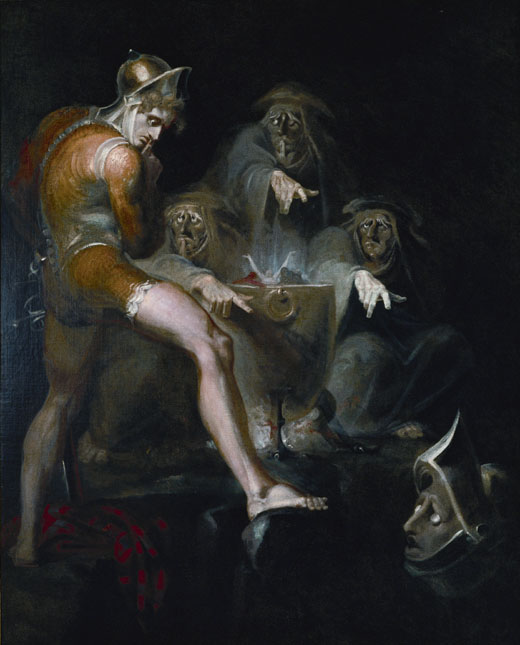
Johann Heinrich Füssli, Macbeth consulting the Vision of the Armed Head (Macbeth, Acte IV, Sc. 1).
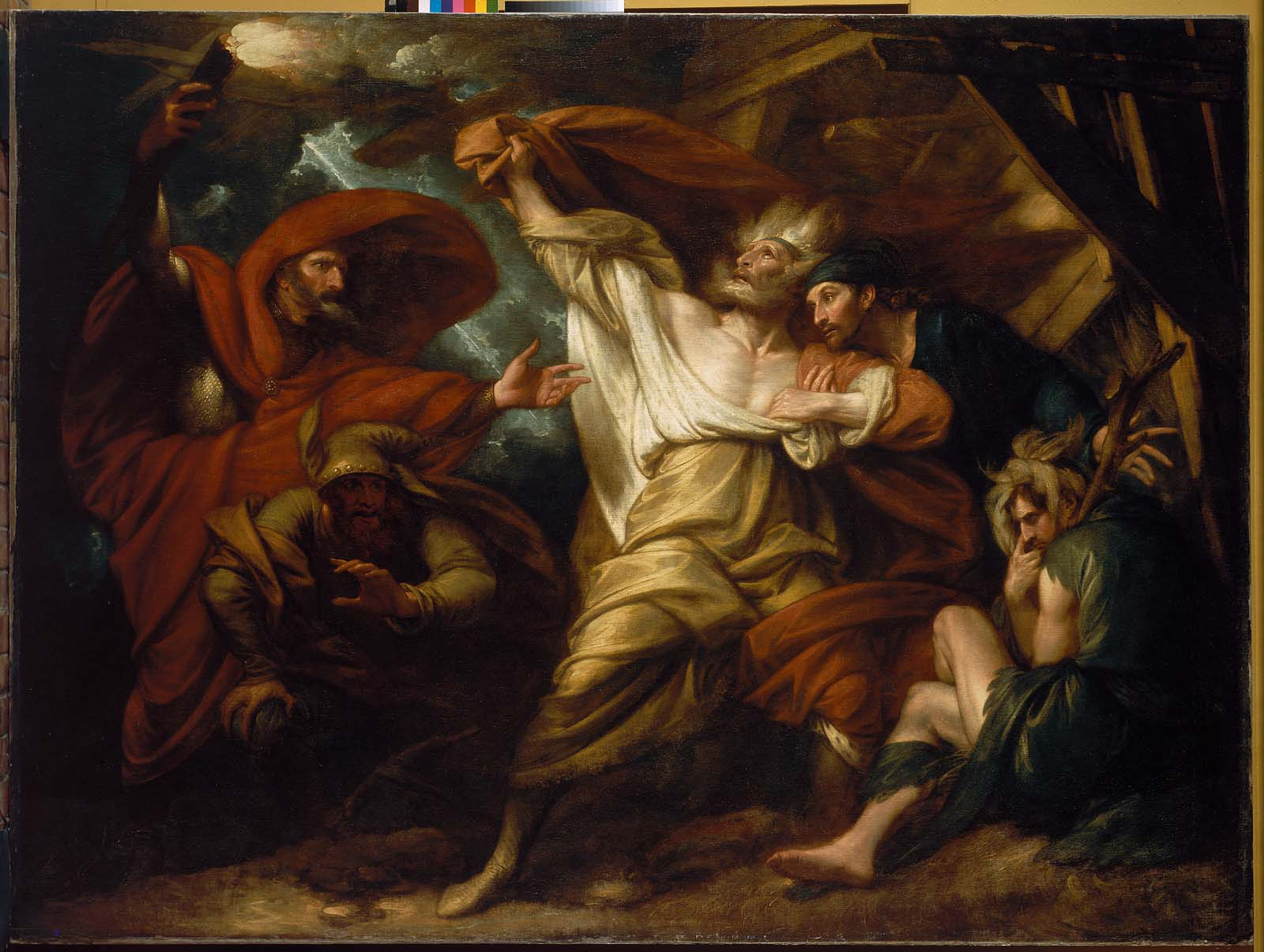
Benjamin West, King Lear, Act III, scene IV.
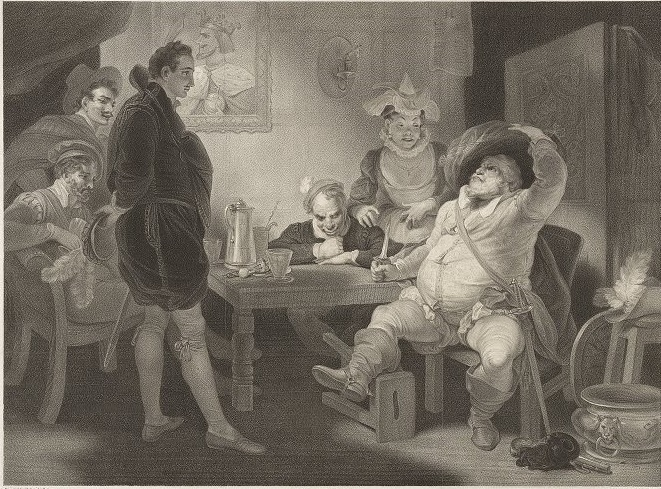
Robert Smirke, Henry IV, part 1, Acte III, scène IV.

### Impact et postérité
John Boydell avait, presque à lui seul, fait de l'estampe britannique un produit économique viable et avait démoli la domination française sur ce commerce. Dans une lettre à Sir John Anderson, où il demande au Parlement que la Lottery Act privée vende la Shakespeare Gallery, John Boydell déclare qu'« il suffit de dire que tout le cours d[u commerce de l'estampe] a changé ». Le Times écrit le 7 mai 1789 : « La peinture et la gravure historiques sont presque exclusivement redevables à M. Boydell pour leur avancement actuel. »
Boydell a également contribué à changer la nature du mécénat artistique en Grande-Bretagne. Jusqu'à ce qu'il préconise le favoritisme public dans ses divers postes civiques, le gouvernement n'avait aucune politique vis-à-vis de l'art britannique. Selon Bruntjen, « c'est grâce à l'enthousiasme de Boydell et d'autres que le gouvernement anglais a finalement fourni des fonds pour la création de la National Gallery en 1824. » Boydell a aidé à rendre les artistes indépendants du favoritisme aristocratique en leur offrant des opportunités commerciales. Il « tenta de libérer les artistes des formes traditionnelles du favoritisme aristocratique ou d'État en créant un goût public pour les gravures de reproduction de sujets historiques. »
Un jour après l'ouverture de la Boydell Shakespeare Gallery en mai 1789, le Times publie : 

« Cet établissement peut être considéré avec, à la grande vérité, comme la première pierre d'une École anglaise de peinture ; et il est particulièrement honorable pour un grand pays commercial, qu'il soit redevable d'une circonstance aussi distinguée à un caractère commercial — une telle institution — de placer, dans le Calendrier des Arts, le nom de Boydell au même rang que les Médicis en Italie. »

La notice de John Boydell dans le Dictionary of National Biography s'achève par l'évaluation selon laquelle « aucun éditeur d'estampes avant ou depuis n'a jamais exercé autant d'influence sur le cours de l'art britannique ».